# 英国皇家空军第149中队
英国皇家空军第149中队是一支于1918年至1956年间存在于皇家空军的一支飞行中队。1918年由皇家飛行隊成立，为轰炸机中队，执行夜间轰炸任务，其中队在1918年至1956年期间内一直执行此任务。